# Sonata per flauto e pianoforte (Poulenc)
La Sonata per flauto e pianoforte FP164 è uno dei più celebri lavori di musica da camera del compositore francese Francis Poulenc. È dedicata alla memoria della mecenatessa statunitense Elizabeth Sprague Coolidge.

## Storia
La Sonata venne scritta da Poulenc su commissione della Fondazione Elizabeth Sprague Coolidge, fra il dicembre 1956 e il marzo 1957. La scrittura di questa sonata si sovrappose alle ultime modifiche della celebre opera lirica di Poulenc I dialoghi delle carmelitane che venne rappresentata per la prima volta nel gennaio del 1957. Sebbene i primi abbozzi di una sonata per flauto risalissero al 1952, il materiale compositivo non si discosta molto da quello dei Dialoghi delle Carmelitane: lo stesso compositore affermò, in una lettera al suo biografo Henri Hell, che alcune delle armonie della sonata fanno riferimento al ruolo di Sœur Constance della sua ultima opera. Nella pace e solitudine di Cannes, Poulenc scrisse questa sonata, che venne rappresentata solo un mese dopo la sua stesura definitiva.

## Movimenti
1. Allegretto malincolico
2. Cantilena: Assez lent
3. Presto giocoso

## Prima esecuzione
La prima esecuzione della Sonata avvenne il 18 giugno 1957 a Strasburgo, eseguita dallo stesso Poulenc al pianoforte e da Jean-Pierre Rampal al flauto. La Sonata fu modellata sulle caratteristiche tecniche e musicali di questo celebre flautista francese.

## Edizione
- Sonata for Flute and Piano, Chester Music, London, Ed. Carl B. Schmidt & Patricia Harper ISBN 0-7119-4398-2.